# Solérieux
Solérieux este o comună în departamentul Drôme din sud-estul Franței. În 2009 avea o populație de 313 de locuitori.

## Evoluția populației
| An        | 1975 | 1982 | 1990 | 1999 | 2006 | 2009 |
| --------- | ---- | ---- | ---- | ---- | ---- | ---- |
| Populație | 96   | 132  | 173  | 211  | 285  | 313  |